# Premi Enric Valor de novel·la en valencià
El Premi Enric Valor de Novel·la en Valencià és un premi a obres inèdites escrites en valencià, convocat des de 1995 anualment per la diputació d'Alacant. Porta el nom de l'escriptor Enric Valor. Edicions Bromera publica l'obra guanyadora. El 2021 el premi tenia una dotació de 20.000 euros.

## Obres premiades
- 1995 I edició: L'extensió del temps, de Xulio Ricardo Trigo[3]
- 1996 II edició: L'enviat, de Josep Franco[3]
- 1997 III edició: Setembre, de Maite Coves[3]
- 1998 IV edició: La casa de les flors, de Joaquim G. Caturla[3]
- 1999 V edició: L'infidel, de Francesc Bodí[3]
- 2000 VI edició: La cara oculta de la lluna, de Pasqual Mas[3]
- 2001 VII edició: Connecta't, Sílvia, de Glòria Llobet[3]
- 2002 VIII edició: La creu de Cabrera, de Joan Andrés Sorribes[3]
- 2003 IX edició: L'àngel covard, de Vicent Pallarés[3]
- 2004 X edició: Els lluitadors, de Francesc Gisbert[3]
- 2005 XI edició: El tango de l'anarquista, d'Albert Hernàndez i Xulvi[3]
- 2006 XII edició: El signe de Saturn, d'Albert Forment[3]
- 2007 XIII edició:El soroll de la resta, de Francesc Bodí[4]
- 2008 XIV edició: El desordre de les dames, de Pepa Guardiola[5]
- 2009 XV edició: L'Atzucador del perdedor, de Manel Joan i Arinyó[6]
- 2010 XVI edició: Les mans de la deixebla, d'Anna Moner[7]
- 2011 XVII edició: Mort mossàrab, de Juli Alandes Albert, publicat posteriorment amb el títol Crònica negra[8][9]
- 2013 XVIII edició: Quan caminàrem la nit, de Joanjo Garcia[3]
- 2014 XIX edició: El metge del rei, de Joan Olivares[3]
- 2015 XX edició: No mataràs, de Víctor Labrado[3]
- 2016 XXI edició: Si ha nevat, de Paco Esteve i Beneito[3]
- 2017 XXII edició: Vindrà la mort i tindrà els teus ulls, d'Urbà Lozano[3]
- 2018 XXIII edició: El paradís a les fosques, de Vicent Usó[3]
- 2019 XXIV edició: El mas de les ànimes, de Vicent Josep Escartí[3]
- 2020 XXV edició: Balada de la frontera. Cròniques del Sud, d'Ivan Carbonell i Iglesias[1]
- 2021 XXVI edició: Allò que imaginàvem que seria, de Marian Díez Picó[2] publicat posteriorment amb el títol No t'ho diré mai.
- 2022 XXVII edició: Després de maig, abans de l'estiu, de Jovi Lozano-Seser.[10]
- 2023 XXVIII edició: Argila i calç, d'Elvira Cambrils.[11]
- 2024 XXIX edició: Després del salt, de Natàlia Gisbert.